# James B. McPherson
Pour les articles homonymes, voir James McPherson et McPherson.
James Birdseye McPherson, né le 14 novembre 1828 à Clyde (Ohio), mort le 22 juillet 1864 près d'Atlanta (Géorgie), est un général américain qui combattit dans les rangs nordistes durant la guerre de Sécession. Il fut tué lors de la bataille d'Atlanta.

## Biographie

### Avant la guerre
James B. McPherson naît à Clyde dans une famille relativement pauvre. Il doit son entrée à l'académie militaire de West Point à la recommandation d'un riche marchand ; entré à l'âge limite d'admission (21 ans), il sort diplômé major de sa promotion en 1853,. Il est breveté second lieutenant dans le corps des ingénieurs le 1er juillet 1853. Il est d'abord instructeur assistant à West Point d'ingénierie pratique avant de rejoindre le corps des ingénieurs,. Il est alors affecté en tant qu'assistant ingénieur aux défenses du port de New York et aux améliorations du fleuve Hudson en dessous d'Albany. Il est promu second lieutenant le 18 décembre 1854. Il est ensuite envoyé sur le fleuve Delaware et participe à la construction du fort Delaware (en).
Il est promu premier lieutenant le 13 décembre 1858. Entre 1857 et 1861, il supervise la construction des défenses de l'île d'Alcatraz, utilisant le sloop General Brady pour acheminer le matériel, les hommes et le ravitaillement. Il participe aussi aux relevés topographiques de la côte Pacifique pendant son séjour en Californie. C'est au cours de cette période qu'il rencontre pour la première fois William T. Sherman.

### Guerre de Sécession

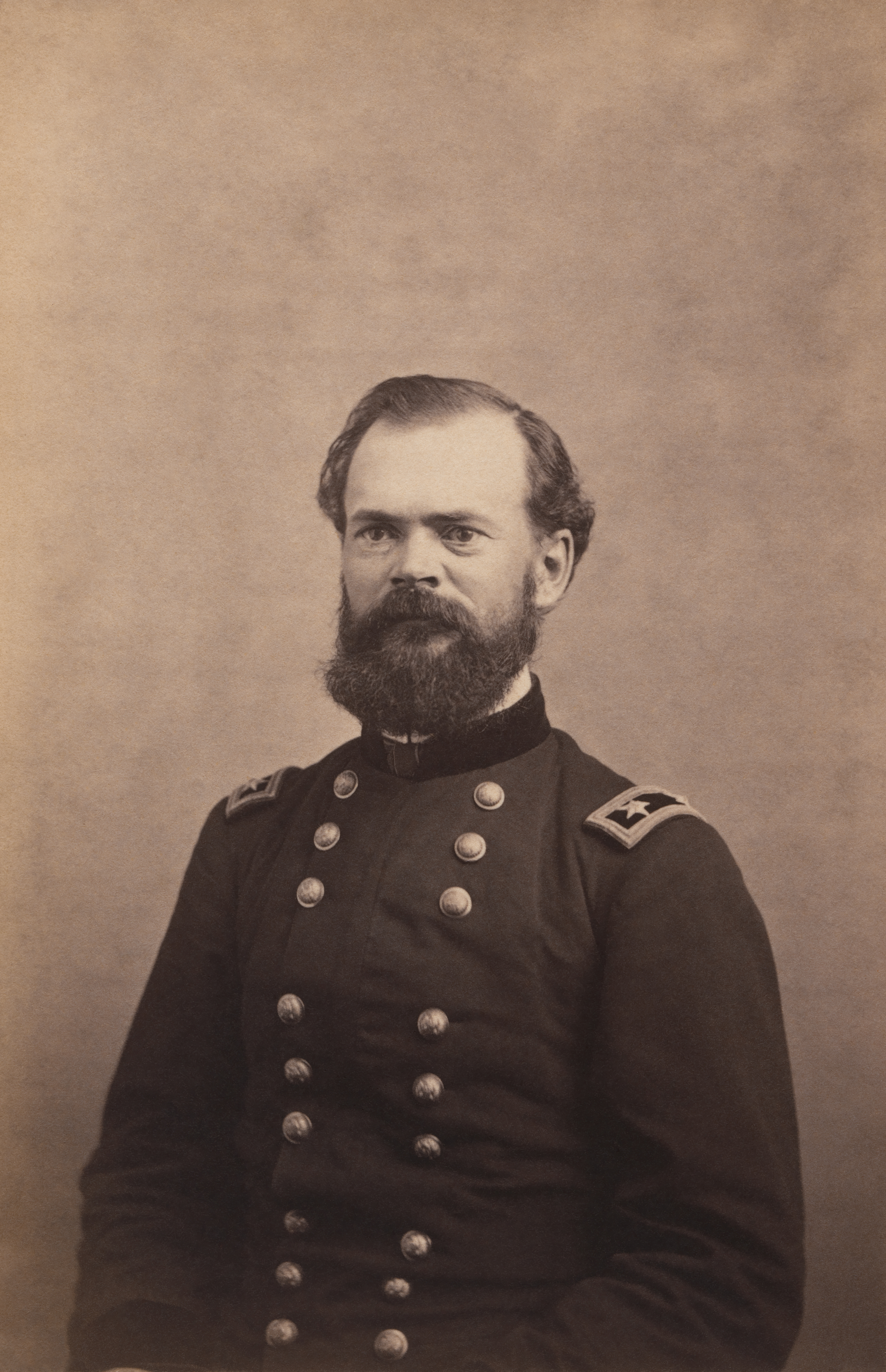
James B. McPherson, vers 1862, portrait conservé à la National Portrait Gallery (États-Unis).

Au début de la guerre de Sécession, il est stationné en Californie. Il est promu capitaine le 6 août 1861. Il est affecté au renforcement des défenses du port de Boston et au recrutement d'un régiment d'ingénieurs. Recherchant à se rapprocher des zones de combat, il contacte le major général Halleck qui commande le théâtre occidental. Il est promu lieutenant colonel et aide-de-camp auprès du major général Halleck le 12 novembre 1861 puis colonel,. Face aux rumeurs d'alcoolisme de Grant, Halleck envoie le lieutenant-colonel McPherson auprès de Grant pour qu'il garde un œil sur ce dernier. Il devient chef des ingénieurs auprès du major général Grant. Il participe à la capture des forts Henry et Donelson en février 1862. Le général Grant mentionne le capitaine McPherson pour sa participation et le recommande pour un brevet de commandant. Il participe à la bataille de Shiloh en avril 1862. Ses actions lui valent le respect de Grant et il parvient à maintenir de bonnes relations avec Grant et Halleck. Il est promu colonel et aide-de-camp le 1er mai 1862,.
Il est nommé brigadier général des volontaires le 15 mai 1862. Il est alors nommé super-intendant militaire des chemins de fer du district du Tennessee occidental. Il commande brièvement une aile du XIIIe corps. Lorsque les généraux Price, Van Dorn et Lovell se concentrent pour menacer le ravitaillement et les lignes de chemin de fer de Corinth, le général Grant envoie McPherson avec une division secourir les forces du général Rosecrans.
Il est promu major général des volontaires le 14 octobre 1862. De décembre 1862 au 12 mars 1864, il commande le XVIIe corps de l'armée du Tennessee. Il participe à la seconde campagne de Vicksburg et notamment aux batailles de Jackson, de Champion Hill et de Big Black River Bridge. Le général Grant après avoir assemblé 45 000 hommes à Milliken's Bend, envoie McPherson au sud sur la rive gauche du fleuve Mississippi pour qu'il se joigne aux unités du général McClernand. Son unité est placée au centre du siège et est la première à entrer dans la ville de Vicksburg. Il est nommé brigadier général des États-Unis le 1er août 1863.
Le 1er décembre 1863, il attaque et déloge les confédérés du général Wirt Adams du camp Cotton, Mississippi.
Il participe à la campagne de Meridian du major général William T. Sherman en février 1864 qui vise à sécuriser le dernier grand centre ferroviaire du Mississippi. Il fait sa jonction avec les forces de Sherman à Champion's Hill, Mississippi, avant son avance finale sur Meridian. À l'approche des forces fédérales, Meridian est évacuée par les confédérées. Les forces de l'Union détruisent alors pendant cinq jours les voies ferrées, les soixante-et-un ponts, vingt locomotives et un arsenal.
Le 26 mars 1864, James B. McPherson prend le commandement de l'armée du Tennessee. Il participe aux batailles de Dalton, Resaca, Dallas et Kennesaw Mountain.
Lors de la bataille de Rocky Face Ridge, McPherson avance dans le Snake Gap Creek contre l'armée retranchée de Jonhston. Il est placé pour couper l'armée confédérée, mais pris d'une prudence inhabituelle, il décide de se retirer. Ce retrait est la seule erreur de McPherson, car il ne fait face qu'à trois brigades de cavalerie confédérées affaiblies sous les ordres du général James Cantey et permet à Johnston d'extraire rapidement son armée de l'encerclement. Le général Sherman, furieux, déclare : « Une telle opportunité n'arrive qu'une seule fois dans une vie ! ». Lorsque le général Johnston est remplacé par le général John Bell Hood pour juguler l'avance de l'armée de Sherman, McPherson, ancien camarade de promotion, anticipe ses actions agressives et déploie ses troupes pour faire faire à un assaut à grande échelle. L'assaut mené par le général Hardee est repoussé grâce aux dispositions prises par McPherson.
Il est tué le premier jour de la bataille d'Atlanta. John Bell Hood demande au corps du général Hardee de frapper l'armée du Tennessee sous les ordres de McPherson. Bien qu'en légère supériorité numérique 36 000 contre 30 000, les divisions de William H. T. Walker et de William B. Bate sont repoussées par les troupes fédérales du XVIe corps du général Grenville M. Dodge de combats furieux. Le général Grant, apprenant sa mort, déclare « le pays a perdu l'un de ses meilleurs soldats et j'ai perdu un de mes meilleurs amis. ».
À l'annonce de sa mort, John Bell Hood écrit :

« Je consignerai la mort de mon camarade de classe et ami d'enfance, le général James B. McPherson, dont l'annonce m'a causé un chagrin sincère. Depuis que nous étions diplômés en 1853, et que chacun avait été affecté en service dans différentes directions, nous n'avons pas eu la chance de nous rencontrer. Ni les années, ni la différence de sentiment qui nous avait amenés à nous distinguer dans les camps opposés de la guerre n'avaient diminué mon amitié ; en effet, l'attachement formé pendant la prime jeunesse fut renforcé par mon admiration et ma gratitude pour sa conduite envers notre peuple dans les environs de Vicksburg. Le traitement attentionné et bienveillant qu'il lui réserva le met en contraste brillant avec la trajectoire suivie par beaucoup d'officiers fédéraux. »

Il est enterré dans le cimetière de McPherson à Clyde, Ohio.

## Mémoire

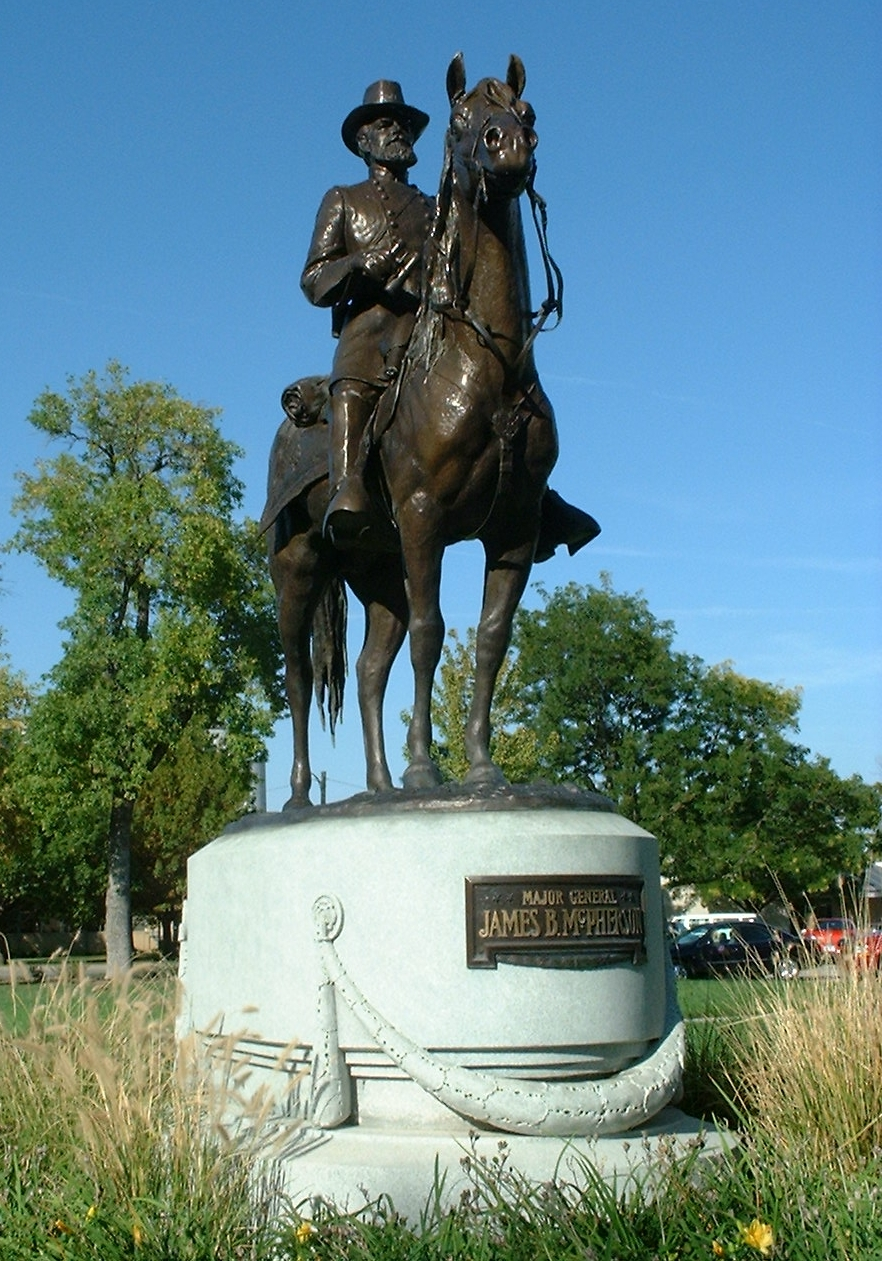
Statue du général McPherson dans la ville de McPherson (Kansas)

Le navire General McPherson de 109 tonnes est baptisé en son honneur et mis à la mer à San Francisco où il sert dans les installations portuaires militaires. Il est gravement endommagé par une collision avec le navire britannique Duke of Edinburgh et est revendu par l'armée en 1887.
Le fort McPherson en Géorgie a été baptisé en son honneur en 1885 et a été utilisé par l'armée jusqu'en 2011.
Trois comtés aux États-Unis ont été nommés en son honneur : le comté de McPherson au Kansas, le comté de McPherson au Nebraska et le comté de McPherson au Dakota du Sud. Le premier a été créé le 31 mars 1887, le deuxième a été créé le 26 février 1887 et organisé en 1870 et le troisième a été créé le 8 janvier 1873 et organisé le 6 mars 1884.
Le cimetière de McPherson à Clyde, Ohio est nommé en son honneur. Il est situé à la jonction de la route 20 des États-Unis et de la route 101 de l'État. Une statue de McPherson est installée au nord-ouest des sols funéraire.